# Circo Spacial
O Circo Spacial é um tradicional circo brasileiro. Iniciou suas atividades em agosto de 1985 no Estado de São Paulo. Considerado um dos maiores do Brasil, empregava 70 funcionários até 2020. Nos últimos trinta anos, foi o único circo brasileiro a receber uma visita de um presidente da República, Itamar Franco, em 1993.
O ator Marcos Frota, no começo de sua carreira, foi trapezista do Circo Spacial. O circo também foi onde Eliana fez seu primeiro show e já teve apresentações da dupla Patati Patatá.

## História
O circo foi fundado em 9 de agosto de 1985 (na cidade de Valinhos-SP) época em que sua fundadora, Marlene Querubin, trabalhava com teatro e na área de marketing e mantinha contato com vários empresários circenses. Com a temática baseada no sonho de seu filho Jacson, de ser um circo futurista, ao longo dos anos sua família a acompanhou nesta trajetória, Gilmar, Gilberto, Valdete, Maristela e Margareth, além dos filhos Jacson e Perterson - e vários sobrinhos . Construindo juntos um dos maiores e mais famoso circo Brasileiro. No seu início, inovou ao possuir apresentações modernas, sem o uso de animais e futuristas. Assim como muitas empresas, como todo o ramo cultura de apresentação ao-vivo, passou por problemas financeiros durante a pandemia de Covid-19.
Em 1987, o circo se apresentou para 220 mil espectadores no Maracanã.[carece de fontes?]
Em 27 de março de 2007, sediou uma sessão solene da Câmara Municipal de São Paulo, sendo o único circo a ter tal feito.[carece de fontes?]
Contou com a presença de artistas famosos nacionais e internacionais, destaque para o artista e palhaço Pepe Jardim, mágicos, acrobatas, equilibristas e malabaristas de várias gerações diferentes brilham em seu picadeiro e deixam um legado - como o mestre Palhaço Pingolé (Gilmar Querubin ) e o palhaço Chumbrega, que, até sua morte em 2020, foi um dos mais antigos artistas do circo brasileiro.

### Aparições em programas de televisão
O Circo Spacial já esteve em diversas reportagens dos programas Fantástico, Globo Repórter, Xuxa, Domingão do Faustão, Video Show, Eliana, entre outros. Também teve uma participação especial na novela Cambalacho.
Ao longo de sua história, o Circo Spacial produziu diversos espetáculos que trouxeram reconhecimento, prestígio e notoriedade com vários prêmios .
Foi o último Circo a receber como espectador um presidente em exercicio: Itamar Franco em 24 de Janeiro de 1993 .

## Prêmios
Nos últimos anos, artistas e diretores do Spacial receberam sete troféus, além da premiação especial das Secretarias de Cultura do Estado e do Município de São Paulo. Fundou a Academia Brasileira de Circo e sediou o I Cirque Festival Contest em 2018, Marlene Querubin recebeu o convite para ser a Vice Presidente.[carece de fontes?]
Premiado várias vezes por sua excelência e inovação, além de preservar a tradição com artistas oriundos de famílias como Rigolleto, Neves, Tangará, Stevanovich, Jardim, Querubin, Bartolo, Alves, entre outras.